# Ludwig Strümpell
Ludwig Strümpell (Schöppenstedt, 28 giugno 1812 – Lipsia, 18 maggio 1899) è stato un filosofo e pedagogista tedesco.

## Biografia
Studiò filosofia all'Università di Königsberg, dove fu influenzato da Johann Friedrich Herbart, e continuò i suoi studi presso l'Università di Lipsia. Nel 1845, divenne professore associato di filosofia presso l'Università di Dorpat (professore ordinario, 1849), e dopo il 1871 fu professore all'Università di Lipsia.
Divenne noto come rappresentante di spicco della filosofia di Herbart e pubblicò varie opere sul suo pensiero. 

## Opere
- Erläuterungen zu Herbarts Philosophie (Spiegazioni della filosofia di Herbart, 1834)
- Die Hauptpunkte der Herbartschen Metaphysik kritisch beleuchtet (I punti principali della metafisica di Herbart criticamente illustrata, 1840)
- Gedanken über Religion und religiöse Probleme (Pensieri sulla religione e problemi religiosi, 1888)
- Abhandlungen zur Geschichte der Metaphysik, Psychologie und Religionsphilosophie (Trattato sulla storia della metafisica, la psicologia e la filosofia della religione, 1896)
- Vermischte Abhandlungen aus der teoretischen und praktischen Philosophie (Varie trattato su argomenti dalla filosofia teorica e pratica, 1897).